# Kabinett Alexander Frick I
Das Kabinett Alexander Frick I war von 3. September 1945 bis 8. März 1951 die 6. amtierende Regierung des Fürstentums Liechtenstein unter Vorsitz von Alexander Frick (FBP) in seiner ersten Amtszeit als Regierungschef.
Nach dem Rücktritt von Josef Hoop am 3. September 1945, wurde eine neue Regierung unter Führung von Alexander Frick aus Fortschrittlicher Bürgerpartei (FBP) und Vaterländischer Union (VU) gebildet, die im Landtag des Fürstentums Liechtenstein zusammen alle 15 Sitze einnahm. Die Regierung wurde nach der Landtagswahl vom 6. Februar 1949 fortgesetzt.
Die Regierung Frick machte sich in ihren drei Amtszeiten die wirtschaftliche Modernisierung und deren Begleitung durch den Aufbau eines Sozialstaates zur Aufgabe. In der Wirtschaftspolitik wollte die Regierung das Wachstum besonders auf inländische Arbeitskräfte stützen und schränkte Möglichkeiten zur dauerhaften Niederlassung im Land ein. Die bedeutendsten wirtschaftspolitischen Maßnahmen stellten die Gründung der Liechtensteinischen Kraftwerke 1947 und der Bau des Kraftwerks Samina 1949 zur Sicherung der Energieversorgung des Landes dar. Ein justizpolitisch bedeutendes Gesetz aus der Amtszeit des Kabinetts war das Staatsschutzgesetz 1949.

## Kabinettsmitglieder
|                               | Bild                                         | Name              | Amtszeit                          | Landschaft | Ressort |
| Regierungschef                |                                              |                   |                                   |            | |
|                               | Regierungschef Alexander Frick               | Alexander Frick   | 3. September 1945 – 8. März 1951  | Unterland  | - Präsidium |
| Regierungschef-Stellvertreter |                                              |                   |                                   |            | |
|                               | Regierungschef-Stellvertreter Ferdinand Nigg | Ferdinand Nigg    | 4. September 1945 – 8. März 1951  | Oberland   | - Land- und Forstwirtschaft - Gewerbe- und Arbeiterwesen - Sanitätswesen und Fremdenpolizei - soziale Fürsorge - Justiz - Verkehr |
| Regierungsräte                |                                              |                   |                                   |            | |
|                               | Regierungsrat Franz Xaver Hoop               | Franz Xaver Hoop  | 4. September 1945 – 8. März 1951  | Unterland  | ? |
|                               | Regierungsrat Alois Wille                    | Alois Wille       | 4. September 1945 – 8. April 1949 | Oberland   | ? |
|                               | Regierungsrat Marzell Heidegger              | Marzell Heidegger | 8. April 1949 – 8. März 1951      | Oberland   | ? |